# Унічов
Унічов (нім. Mährisch Neustadt) — місто в Оломоуцькому краї, розташоване на рівнині Гана близько 22 км на північний захід від Оломоуца на річці Оскава. Колись Унічов був королівським містом. Заснований у 1213 р. Площа — 48,27 км² і. Населення — близько 11 тис. жителів. Місто має статус муніципалітету з розширеною юрисдикцією.

## Назва
Поява Унічова задокументована в найдавніших документах XIII ст. Назва міста походить від особистого імені Unič, яке є формою імені, що починається на Uně(j)- (наприклад, Uněhost, Uněrad), від «unij» чи «uněj» («кращий»). Напочатку XIII ст. на місці села було засноване місто, яке отримало назву Нове місто (Nové město; лат. Nova civitas, нім. Neustadt). Німецький прикметник Mährisch, даний у XVIII ст., щоб відрізнити його від інших нових міст (поширена назва в Центральній Європі).

## Історія
Поселення Унічов датується кам'яною добою, залишки поселення в цьому районі також походять з бронзової, залізної доби, гальштатського та латенського періодів. Також в околицях Унічова знайдено Римські монети, а в VIII і IX ст. тут працювали чавуноплавильні печі. У той час Унічов був частиною ядра Великої Моравської імперії, а після її розпаду — Чеської держави. Саме місто було засноване на місці первісного слов'янського поселення, назва якого (лат. Vnisov або Vnichov, чеською Unisov або Uničov), ймовірно, походить від імені засновника. Але існує більше теорій про походження назви Uničov.
Протягом XIII ст. сюди почали прибувати німецькі колоністи, запрошені моравським маркграфом Владиславом ІІІ-м. У 1213 р. вони заснували королівське місто, яке включало села Медлов, Детріхов, Стреліце, Бенков і Реноті. Оригінальна назва Uničov залишилася в народній пам'яті, але засновники міста називали його Neustadt (Нове місто, лат. Nova Civitas), з XVI ст. ст. — Mährisch Neustadt. У 1223 р. грамота короля Оттокара I, яка стала першою збереженою міською грамотою в історії чеської держави, підтверджувала привілеї та права міста Унічов, ярмаркові права, муніципальне судове право, тощо. Завдяки засновникам у місті постійно переважали німці, хоча сюди переселялися і чехи. Відомим міщанином того часу був Зікмунд Альбік з Унічова, пізніше архієпископ Празький.

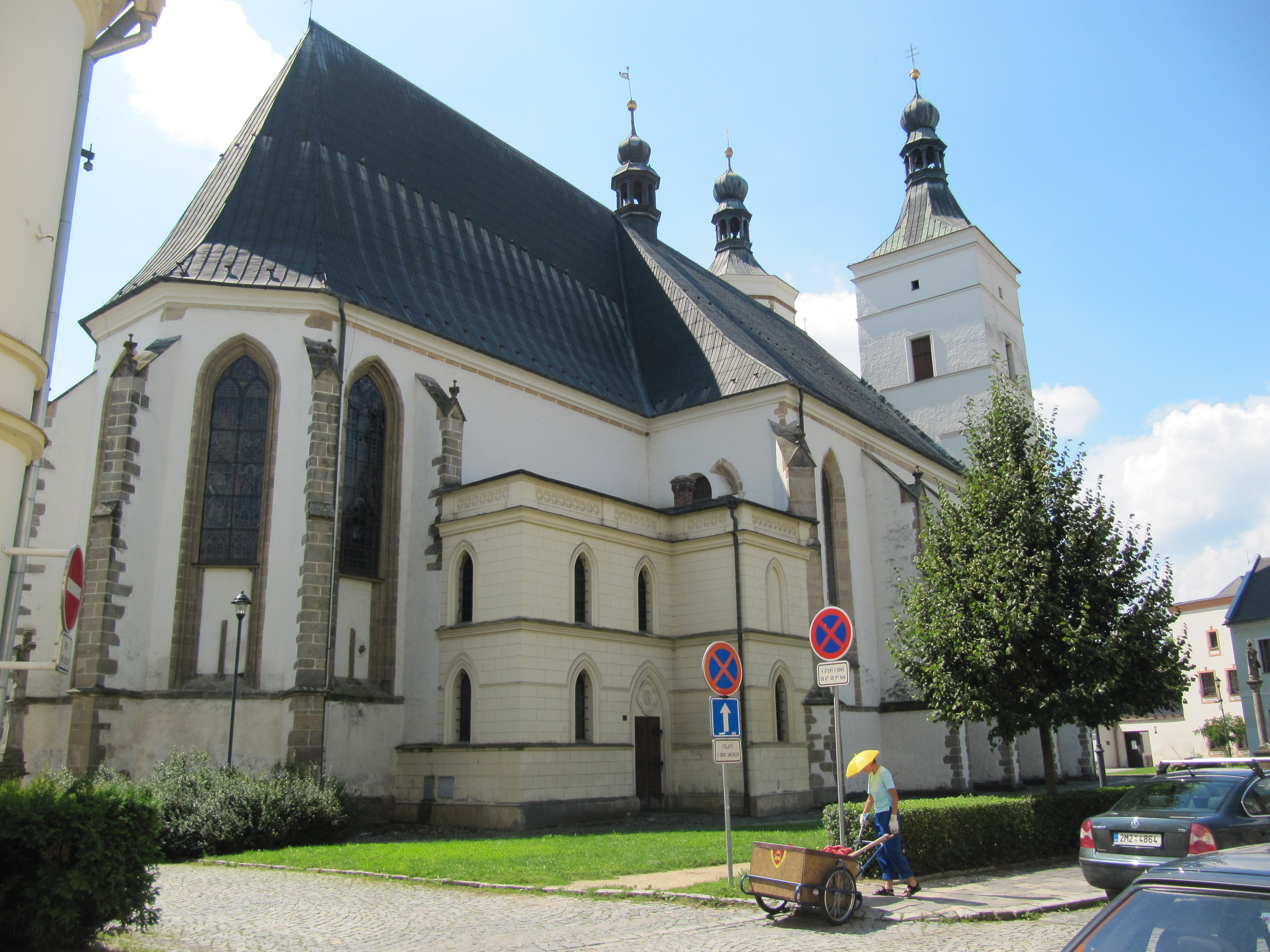
Костел Успіння Діви Марії

Унічов був одним із важливих міст Моравії в Середньовіччі, хоча початкове припущення, що він стане центром північно-західної Моравії як гірниче місто, якому відповідала щедро виміряна площа, не справдилося через дуже незначні поклади срібла в околицях. Крім того, сусідній Оломоуць став вищим апеляційним центром для всього Моравського регіону, де діяло магдебурзьке право. Таким чином Унічов зрештою був включений до менш важливих міст, таких як Штернберк або Літовле. Тим не менш, завдяки своїм привілеям, він отримав достатньо коштів, щоб, наприклад, вже в середині XIV ст. збудувати бруковану площу. У той час Унічов також уклав угоду з Оломоуцем і Літовле про підтримку безпеки та взаємну військову допомогу, яка виявилася особливо корисною під час гуситських воєн. У 1422 р. Унічов зайняло військо литовського князя Сигізмунда Корибутовича, але згодом його завоював маркграф Альбрехт ІІ, союзник Сигізмунда Люксембурзького.
Однак у наступний період адміністрація міста потрапила в руки чеських утраквістів, які вигнали німців-католиків, Унічов став на бік Їржі з Подєбрад і зміг захиститися від солдатів Матвія Корвіна в 1469 р. Завдяки підтримці богемського короля він отримав право опечатування червоним воском, але також був під папським прокляттям протягом півстоліття. Десять років по тому новий король Владислав ІІ Ягеллончик поступився Моравією Корвіну, який, тим не менш, пробачив місту попередній опір і навіть підтвердив усі його попередні привілеї. Вигнані німецькі міщани також поступово поверталися, що призвело до зміцнення в Унічеві католицизму. У 1609—1611 рр. тут працював парохом Ян Саркандер, канонізований у 1995 р. Гуситський період загалом ознаменував розквіт міста, в якому процвітали ремесла та утворювалися перші гільдії. Цей розвиток зупинила тридцятилітня війна, яка призвела до поступового занепаду Унічова. Після битви на Білій горі Унічов з часом навіть позбавили статусу королівського міста. Згодом його придбав Карел І Ліхтенштейнський, володар замку Усов. Лише після оскарження всі привілеї були відновлені імператором Фердинандом ІІ Габсбургом, але лише в якості католицького міста. У 1626 Унічов ще захищався від армії Мансфельда, але у червні 1642 року був завойований і окупований армією Торстенсона до Вестфальського миру в 1650 р. Через рік, у червні 1643 р. майже все місто згоріло.

### XVII і XIX століття
Реставрація тривала до початку XVIII ст., тоді як зменшення населення компенсувалося переважно іммігрантами з німецьких областей, що знову зробило Унічов німецьким містом. Проте свого первісного значення місто не досягло, негативно вплинули також пограбування під час воєн за австрійську спадщину. Торгівля завмерла, хоча тут були створені текстильна мануфактура та міщанська пивоварня. Єдиною значущою подією стала зустріч імператора Йосифа II з прусським королем Фрідріхом II. у 1770 р. Після 1850 р., у зв'язку з реформою муніципальних установ, Унічов перестав бути королівським містом і став лише центром судового округу, оскільки належав до політичного округу Штернбер. Хоча у другій половині XIX ст. тут був заснований цукровий завод та фабрику з виробництва шовкових виробів, це все ще було переважно сільськогосподарське місто. Але в 1870 році тут заснували реальну гімназію, а через два роки сюди провели залізницю. Розвинулося також громадське життя, як то стрілецькі, співочі, гімназійні чи добровільні пожежні товариства.

### 1918—1948рр.
Після Першої світової війни переважно німецький Унічов зажадав приєднатися до Німецької Австрії як частина новопроголошеної провінції Судети. Однак уряд новоутвореної Чехословацької республіки не дозволив цього й поступово окупував усі повстанські райони на своїй території військовим шляхом. Чехословацькі солдати прийшли до Унічова 16 грудня 1918 р. і без особливого опору перебрали управління містом.

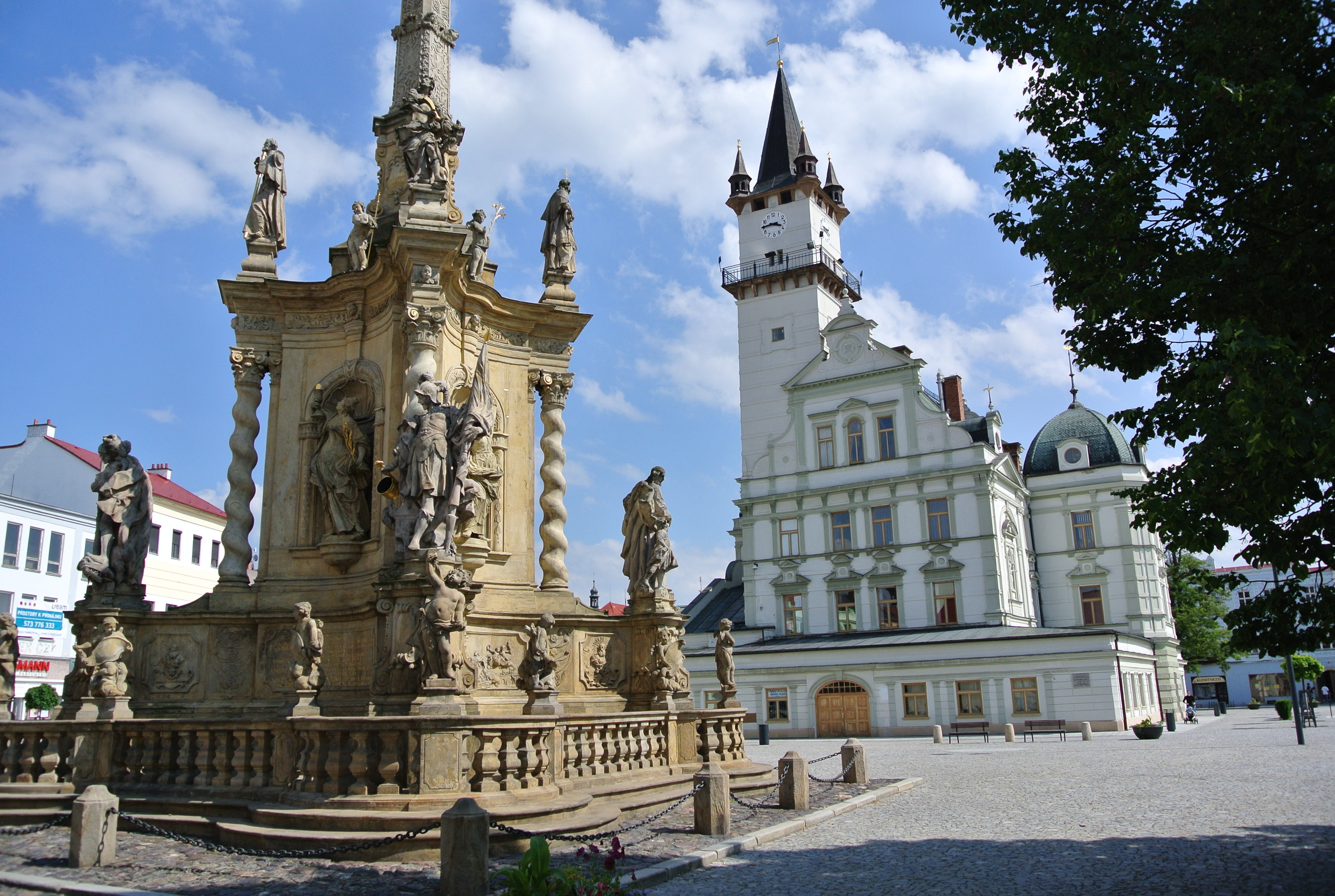
Маріанська колона та мерія

Співіснування чехів і німців у місті тривало до початку 1930-х рр. Однак, після приходу до влади Адольфа Гітлера в сусідній Німеччині, німецький націоналізм почав зростати і в Чехословаччині відродилася ідея «повернення на батьківщину». На виборах 1935 р. в Унічові, як і в інших судетських селах, переважну більшість набрали генлейнівці (судето-німецька партія), які готували насильницьку анексію Рейхом. Зрештою, це сталося добровільно після прийняття Мюнхенської угоди, кордони з майбутнім протекторатом Богемії та Моравії були утворені неподалік, на південь від міста, а німецькі війська були із захопленням зустрінуті жителями Унічова 9 жовтня 1938 р. Однак через сувору дисципліну тоталітарної держави, різноманітні обмеження та падіння життєвого рівня під час Другої світової війни, ентузіазм жителів Унічова поступово згас. Навіть так званий Фольксштурм сформувався з місцевих хворих і старих, багато жителів вважали за краще тікати. У травні 1945 р. Унічов був зайнятий бійцями 4-го Українського фронту Червоної Армії. Управління містом негайно перебрав Революційний національний комітет, а потім місцева адміністративна комісія, яка керувала Унічовом до виборів 1946 р., після чого міська адміністрація перейшла до муніципального національного комітету з тридцяти членів, що складався з представників Національного фронту. У цьому ж році було завершено вигнання німців із Чехословаччини, що перетворило місто на повністю чеське.

### Після лютого 1948р.
Після державного перевороту в лютому 1948 року в Унічові був створений комітет дій, у якому комуністи мали більшість і який усунув усіх політично «неблагонадійних» осіб з національного комітету та громадського життя. Тому низка нових членів приєдналася до комуністичної партії Чехословаччини.
У наступні роки колишнє сільськогосподарське містечко значно індустріалізувалося, переважно завдяки будівництву Uničovské strojíren спочатку філії заводу Škoda Пльзені. Були збудовані підприємства інших компаній. Наприклад, розширювався «Фармакон», створена філія Технолену, цукровий завод, хлібокомбінат та деревообробний комбінат. У зв'язку з цим збільшилась і кількість жителів, які протягом 1950-х рр. подвоїлася. Збудовано поліклініку, дитячий садок, басейн, освітлення та каналізацію.
В околицях міста відбувалася колективізація, під час якої селяни об'єднувалися в окремі сільськогосподарські кооперативи, які згодом об'єднувалися між собою, доки більшою частиною сільськогосподарського виробництва в Унічові керував один кооператив, що базувався в Уєзді, поблизу Унічова.
Мешканці Унічова не відчули особливих змін під час Празької весни, ще більшим шоком для них було вторгнення військ Варшавського договору. 21 серпня 1968 р. Унічевом пройшли польські танки. Місто було захоплене. Хоча на той час до половини всіх жителів підписали резолюцію проти введення окупаційних військ і на підтримку чехословацького уряду, у наступні дні, у зв'язку з розвитком подій, більшість пішла у відставку, а деякі постраждали через публічну позицію. Був період, влучно названий нормалізацією. Незважаючи на політичну депресію, протягом 1970—1980-х рр. був збудований сучасний кінотеатр, у 1990-х — зимовий стадіон, також збудовано два великих житлових комплекси на вулицях Генерала Свободи та Немочних. Муніципальний національний комітет в Унічові також почав керувати дев'ятьма навколишніми об'єднаними муніципалітетами. Комуністичне однопартійне правління закінчилося Оксамитовою революцією в листопаді 1989 р.
У 2020 р. Унічов разом із Літовле були закриті через велику кількість людей, інфікованих covid-19.

## Райони міста

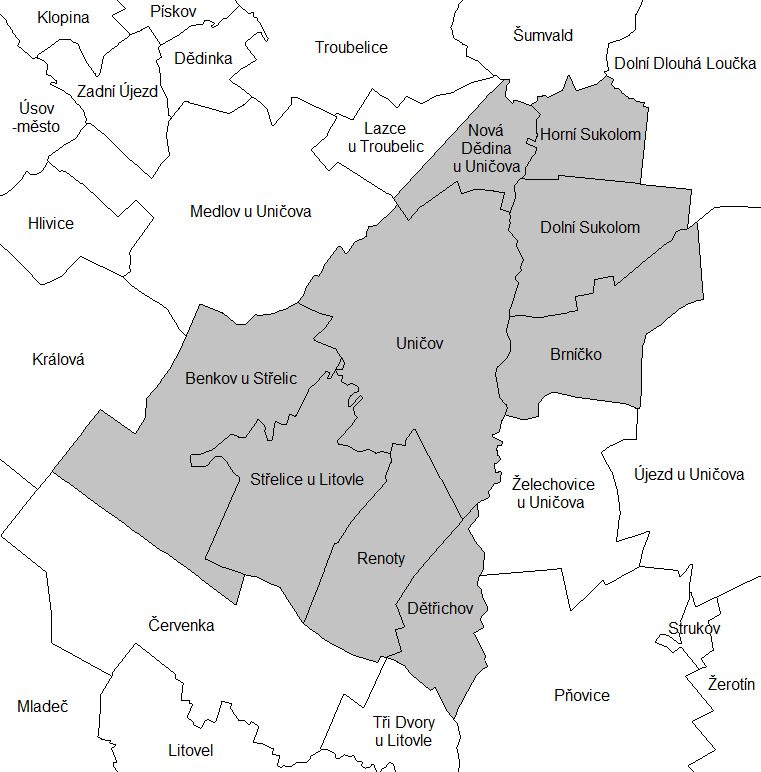
Кадастрова карта Унічова

Унічов поділений на вісім частин (дані на 2011 рік):
- Бенков (приєднався 1976; 68 дворів, 217 жителів)
- Брнічко (приєднано 1964 р.; 111 дворів, 349 жителів)
- Детрічов (приєднався 1976; 47 дворів, 125 жителів)
- Дольні Суколом (приєднано 1971; 66 дворів, 214 жителів)
- Горні Суколом (приєднався 1974; 43 будинки, 115 жителів)
- Нова Дедіна (приєднано 1974; 31 будинок, 125 жителів)
- Реноти (приєднано 1976; 68 будинків, 158 мешканців)
- Стреліче (приєднано 1976; 151 будинок, 418 жителів)

У 1974—1990 рр. село Желеховіце також входило до складу міста.

## Населення

### Населення
Кількість жителів наведена згідно з результатами перепису Унічова, включно з тими місцевими частинами, які належали до нього на той час.
| 1869 | 1880 | 1890 | 1900 | 1910 | 1921 | 1930 | 1950 | 1961 | 1970 | 1980 рік | 1991 рік | 2001 рік | 2011 рік |
| ---- | ---- | ---- | ---- | ---- | ---- | ---- | ---- | ---- | ---- | -------- | -------- | -------- | -------- |
| 4781 | 5001 | 5019 | 5090 | 5003 | 4583 | 4738 | 3544 | 7092 | 9797 | 12 507   | 12 831   | 12 466   | 11 659   |

### Структура населення

Вікова структура населення Уничова в 2011 році
Сімейний стан жителів муніципалітету Уничов у 2011 році
Навчання жителів Унічова 2011 року

## Муніципальна влада
Управління містом здійснює міська рада, яку очолює міський голова. Рада налічує 21 члена.
Після муніципальних виборів 2010 р. мером міста став Далібор Горак з ODS. Тодішній багаторічний мер Ярміла Капралова зх KDU-ČSL перейшла на посаду заступника мера. Після виборів 2010 р. міська рада складалася з семи депутатів. Міську раду зайняли представники ODS, KDU-ČSL, ČSSD та TOP 09. Далібор Горак також був затверджений на посаді мера після виборів 2014 р., але в 2016 р. (після обрання віце-губернатором Оломоуцького краю) він подав у відставку, став звичайним радником і його замінив на посаді мера Радек Вінкур, також з ODS. У цей період виборів міська рада складалася з представників ODS, ČSSD та KDU-ČSL. Радек Вінкур залишився мером навіть після виборів 2018 р. Раду із семи членів створили представники ODS, ČSSD, KDU-ČSL та ANO.

## Визначні пам'ятки міста

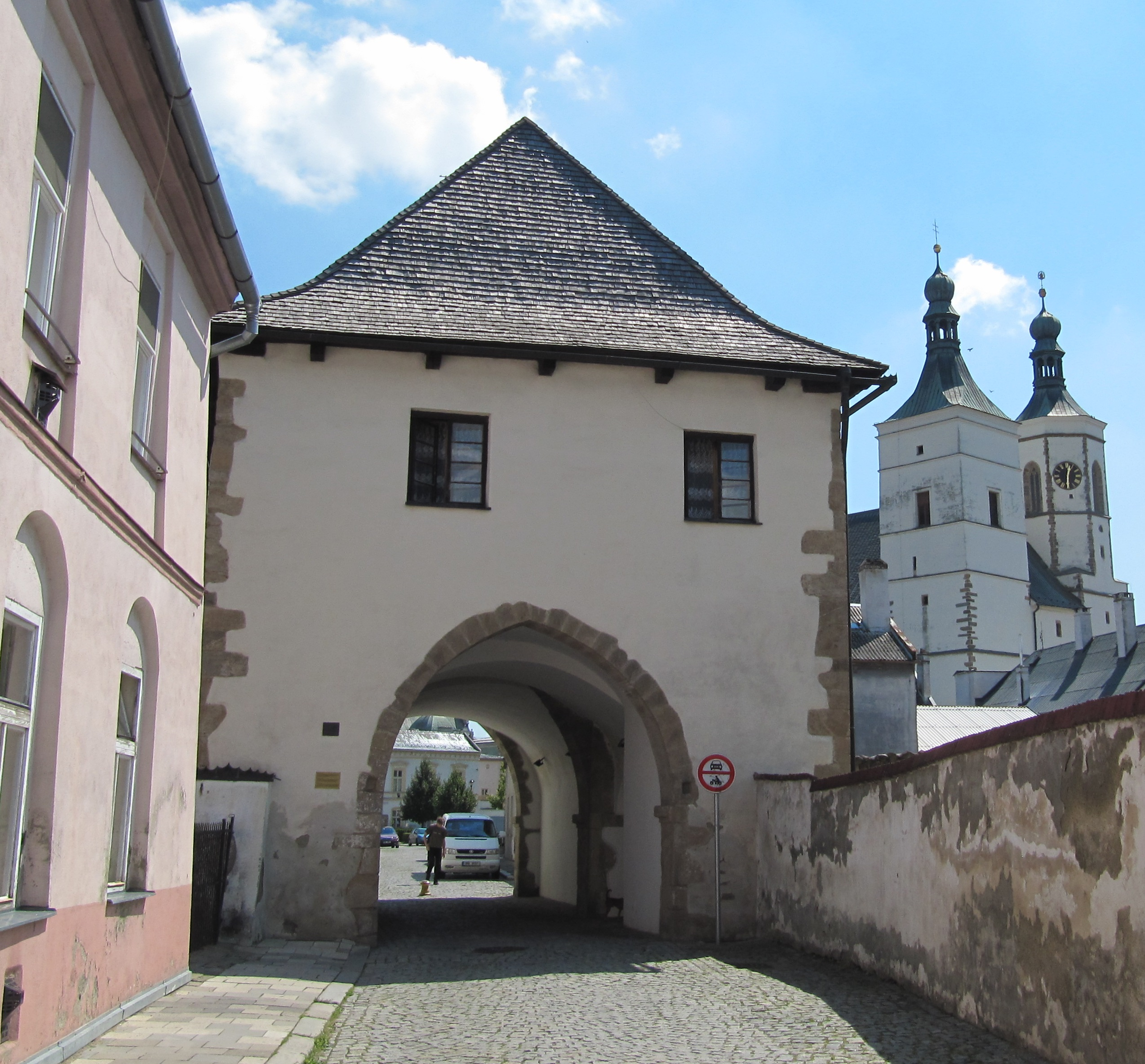
Медельська брама, на задньому плані церква Успіння Діви Марії

У 1992 р. історичний центр міста оголошено пам'ятною зоною. Посеред центральної площі Масарикова розташована ратуша з аркадними сходами та домінантною вежею, первісно середньовічна будівля ринку була перебудована у 1891 р. в її нинішній неоренесансній формі. На північ від ратуші височіє монументальна барокова Маріанська колона зі статуєю Непорочної Діви Марії, завершена в 1743 р. і фонтан зі статуєю орла. На південній стороні площі розташований другий бароковий фонтан зі статуєю Нептуна. Історичне ядро міста забудоване низкою кам'яниць епохи Відродження та Бароко, є також кілька скульптур і хрестів. Також збереглася частина первісних укріплень міста з кількома бастіонами та Медельськими воротами.
Ще одна визначна пам'ятка міста — тринавний костел Успіння Пресвятої Богородиці з двома вежами першої половини XIV ст., відремонтований наприкінці XIX ст. Колишній монастир міноритів з костелом Воздвиження св. Хреста XIII століття перебудований у стилі бароко. Зараз костел слугує концертним залом, а в монастирських корпусах знаходиться початкова школа. У районі міського кладовища також знаходиться православна церква св. Воскресіння. У колишній збройовій палаті в одному з бастіонів міських укріплень зараз знаходиться музей «У водні бранки» («U vodní branky»), Музей бароко розташований в одному з парафіяльних будинків біля костелу Успіння Пресвятої Богородиці, а в первісній міській в'язниці знаходиться музей «Шатлава», який представляє публіці середньовічне правосуддя та в'язниці.

## Культурне, спортивне та громадське життя

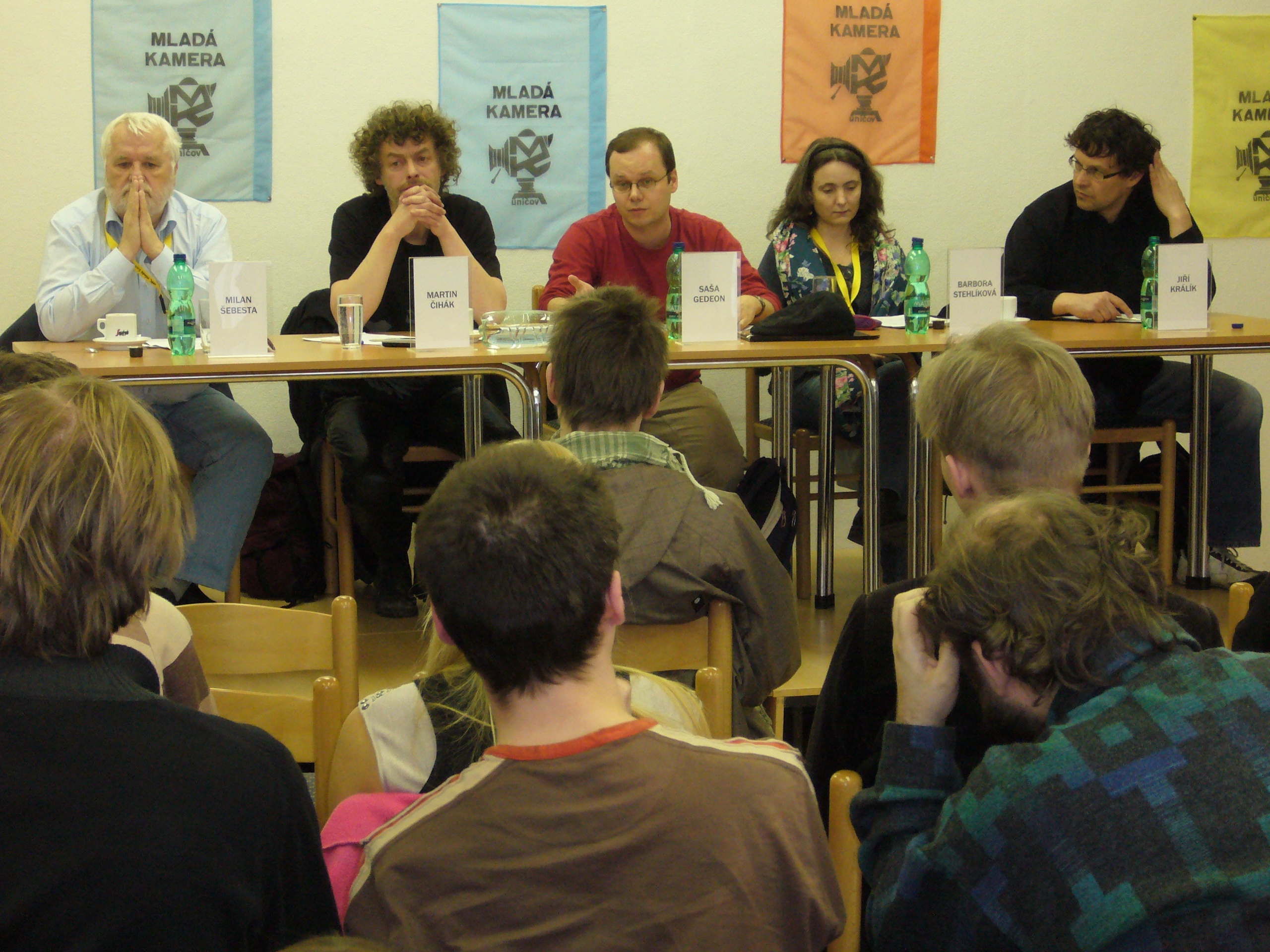
Аналіз конкурсу Mladá kamera Uničov 2011

Mladá kamera — це міжнародний кіноконкурс для аматорів і неаматорів віком до тридцяти років, який проходить в Унічові щороку з 1975 року. Він організований Асоціацією кіно та відео Унічова У місті є футбольний клуб «SK Uničov» і хокейний — «HC Uničov».
В Унічові є резиденція римо-католицької парафії, що входить до Штернберського деканату. З 2010 р. муніципалітет регулярно вивішує золото-червоний моравський прапор не лише на свято моравських покровителів Кирила та Мефодія, але й у всі важливі моравські дні. На честь святя Благовіщення, що зазвичай припадає на 5 липня, також доступний пільговий вхід до музею міста.

## Відомі жителі міста
- Альбік з Унічова (1358—1427), лікар, юрист, ректор Вишеграда та архієпископ Празький.
- Петро з Унічова (XV ст.), теолог, магістр університету, противник Яна Гуса.
- Леонард з Унічова (XV ст.), словацький книжник і поет
- Святий Ян Саркандер (1579—1620), католицький священик, 1609—1611 вікарій в Унічові.
- Ігнац Одерліцький (1710—1761), художник.
- Максиміліан Райзінг фон Райзінгер (1774—1848), фельдмаршал.
- Йозеф Малий (1802—1862), теолог, чеський римо-католицький священик і викладач університету.
- Ігнац Гаас (1817—1905), римо-католицький священик. Рукоположений у 1840 р., у 1866—1889 рр. настоятель архієпископської семінарії в Оломоуці. З 1879 р. канонік при св. Моріце в Кромержижі, іногородній канонік в Оломоуці з 1884 р. У 1903 р. — впливовий прелат і архідиякон собору св. Вацлава в Оломоуці.
- Едуард Кесслер (1837—1909), політик.
- Йоган Кукс (1841—1940), історик і архівіст.
- Йоганн Копп (1860—1942), політик.
- Леопольд Вабер (1875—1945), австрійський політик, міжвоєнний міністр і віце-канцлер.
- Міцці Манет (1898—1971), археолог.
- Томаш Соушек (1902—1999), юрист, архівіст, історик.
- Ян Брежіна (1930—1994), педагог, філософ, перекладач.
- Франтішек Шнайдер (1940), спортсмен.
- Франтішек Шнайдер (1961), спортсмен.
- Ян Бржезіна (1954), політик.
- Далібор Горак (1965), політик.
- Роман Кройцігер (1965), спортсмен.
- Ян Грушка (1975), спортсмен.
- Володимир Валуч (1975), спортсмен, триразовий чемпіон світу зі спортивної аеробіки (2000, 2001, 2003).
- Патрік Зігль (1976) спортсмен.
- Яна Долежелова (1981), Міс Чехія 2004, модель, фармацевт.
- Петра Пудова (1987), співачка, актриса.
- Вацлав Ємелка (1995), спортсмен.

## Міста-побратими
- Jelšava, Slovensko
- Roccagorga, Itálie
- Lędziny, Polsko
- Дубно, Україна

### Зовнішні посилання
- Encyklopedické heslo Unčov v Ottově slovníku naučném ve Wikizdrojích
- Uničov ve Vlastenském slovníku historickém ve Wikizdrojích
- Uničov v Registru územní identifikace, adres a nemovitostí (RÚIAN)
- Офіційний сайт
- Sbor dobrovolných hasičů Uničov
- Muzeum baroka — ZACHEUS